# Grand Prix automobile d'Autriche 1977
Résultats du Grand Prix d'Autriche de Formule 1 1977 qui a eu lieu sur l'Österreichring le 14 août 1977.

## Classement
| Pos  | N° | Pilote             | Écurie             | Tours | Temps/Abandon      | Grille | Points |
| ---- | -- | ------------------ | ------------------ | ----- | ------------------ | ------ | ------ |
| 1    | 17 | Alan Jones         | Shadow-Ford        | 54    | 1 h 37 min 16 s 49 | 14     | 9      |
| 2    | 11 | Niki Lauda         | Ferrari            | 54    | +20 s 13           | 1      | 6      |
| 3    | 8  | Hans-Joachim Stuck | Brabham-Alfa Romeo | 54    | +34 s 5            | 4      | 4      |
| 4    | 12 | Carlos Reutemann   | Ferrari            | 54    | +34 s 75           | 5      | 3      |
| 5    | 3  | Ronnie Peterson    | Tyrrell-Ford       | 54    | +1 min 12 s 09     | 15     | 2      |
| 6    | 2  | Jochen Mass        | McLaren-Ford       | 53    | +1 tour            | 9      | 1      |
| 7    | 24 | Rupert Keegan      | Hesketh-Ford       | 53    | +1 tour            | 20     |        |
| 8    | 7  | John Watson        | Brabham-Alfa Romeo | 53    | +1 tour            | 12     |        |
| 9    | 27 | Patrick Nève       | March-Ford         | 53    | +1 tour            | 22     |        |
| 10   | 30 | Brett Lunger       | McLaren-Ford       | 53    | +1 tour            | 17     |        |
| 11   | 28 | Emerson Fittipaldi | Copersucar-Ford    | 53    | +1 tour            | 23     |        |
| 12   | 33 | Hans Binder        | Penske-Ford        | 53    | +1 tour            | 19     |        |
| 13   | 4  | Patrick Depailler  | Tyrrell-Ford       | 53    | +1 tour            | 10     |        |
| 14   | 34 | Jean-Pierre Jarier | Penske-Ford        | 52    | +2 tours           | 18     |        |
| 15   | 19 | Vittorio Brambilla | Surtees-Ford       | 52    | +2 tours           | 13     |        |
| 16   | 18 | Vern Schuppan      | Surtees-Ford       | 52    | +2 tours           | 25     |        |
| 17   | 36 | Emilio de Villota  | McLaren-Ford       | 50    | Accident           | 26     |        |
| Abd. | 20 | Jody Scheckter     | Wolf-Ford          | 45    | Sortie de piste    | 8      |        |
| Abd. | 1  | James Hunt         | McLaren-Ford       | 43    | Moteur             | 2      |        |
| Abd. | 23 | Patrick Tambay     | Ensign-Ford        | 41    | Moteur             | 7      |        |
| Abd. | 6  | Gunnar Nilsson     | Lotus-Ford         | 38    | Moteur             | 16     |        |
| Abd. | 16 | Arturo Merzario    | Shadow-Ford        | 29    | Boîte de vitesses  | 21     |        |
| Abd. | 26 | Jacques Laffite    | Ligier-Matra       | 21    | Fuite d'huile      | 6      |        |
| Abd. | 5  | Mario Andretti     | Lotus-Ford         | 11    | Moteur             | 3      |        |
| Abd. | 10 | Ian Scheckter      | March-Ford         | 2     | Accident           | 24     |        |
| Abd. | 22 | Clay Regazzoni     | Ensign-Ford        | 0     | Accident           | 11     |        |
| Nq.  | 38 | Brian Henton       | March-Ford         |       | Non qualifié       |        |        |
| Nq.  | 39 | Ian Ashley         | Hesketh-Ford       |       | Non qualifié       |        |        |
| Nq.  | 25 | Héctor Rebaque     | Hesketh-Ford       |       | Non qualifié       |        |        |
| Nq.  | 9  | Alex Ribeiro       | March-Ford         |       | Non qualifié       |        |        |

Légende :
- Abd.=Abandon - Nc.=Non classé

## Pole position et record du tour
- Pole position : Niki Lauda en 1 min 39 s 32 (vitesse moyenne : 215,377 km/h).
- Tour le plus rapide : John Watson en 1 min 40 s 96 au 52e tour (vitesse moyenne : 211,878 km/h).

## Tours en tête
- Mario Andretti : 11 (1-11)
- James Hunt : 32 (12-43)
- Alan Jones : 11 (44-54)

## À noter
- 1re victoire pour Alan Jones.
- 1re victoire pour Shadow en tant que constructeur.
- 104e victoire pour le moteur Ford.